# Britanska Formula 3 sezona 2006
Britanska Formula 3 sezona 2006 je bila triinštirideseta sezona Britanske Formule 3, ki je med 17. aprilom in 1. oktobrom 2006.

## Dirkači in moštva
Naslednja moštva in dirkači so tekmovali v prvenstvu. Razred National je za starejše dirkalnike Formule 3. Moštva v razredu Invitation ne tekmujejo za prvenstvene točke.
| Moštvo                     | Št | Dirkač             | Razred | Šasija         | Motor        |
| -------------------------- | -- | ------------------ | ------ | -------------- | ------------ |
| Carlin Motorsport          | 1  | Christian Bakkerud | C      | Dallara F306   | Mugen-Honda  |
| Carlin Motorsport          | 2  | Oliver Jarvis      | C      | Dallara F306   | Mugen-Honda  |
| Carlin Motorsport          | 11 | Keiko Ihara        | C      | Dallara F306   | Mugen-Honda  |
| Carlin Motorsport          | 12 | Maro Engel         | C      | Dallara F306   | Mugen-Honda  |
| Carlin Motorsport          | 40 | Ricardo Teixeira   | N      | Dallara F304   | Mugen-Honda  |
| Carlin Motorsport          | 66 | Mario Moraes       | I      | Dallara F304   | Mugen-Honda  |
| Fortec Motorsport          | 3  | Yelmer Buurman     | C      | Dallara F306   | Mercedes HWA |
| Fortec Motorsport          | 3  | Stuart Hall        | C      | Dallara F306   | Mercedes HWA |
| Fortec Motorsport          | 14 | Charlie Hollings   | C      | Dallara F306   | Mercedes HWA |
| Fortec Motorsport          | 44 | Leo Mansell        | I      | Dallara F306   | Mercedes     |
| Fortec Motorsport          | 50 | Greg Mansell       | I      | Dallara F306   | Mercedes     |
| HiTech Racing              | 5  | Salvador Durán     | C      | Dallara F306   | Mercedes HWA |
| HiTech Racing              | 6  | James Jakes        | C      | Dallara F306   | Mercedes HWA |
| HiTech Racing              | 15 | James Walker       | C      | Dallara F306   | Mercedes HWA |
| T-Sport                    | 7  | Dennis Retera      | C      | Dallara F306   | Mugen-Honda  |
| T-Sport                    | 7  | Stuart Hall        | C      | Dallara F306   | Mugen-Honda  |
| T-Sport                    | 32 | Rodolfo Gonzalez   | N      | Dallara F304   | Mugen-Honda  |
| Alan Docking Racing        | 9  | Jonathan Kennard   | C      | Dallara F306   | Mugen-Honda  |
| Alan Docking Racing        | 10 | Karl Reindler      | C      | Dallara F306   | Mugen-Honda  |
| Cesário Formula UK         | 16 | Alberto Valerio    | C      | Dallara F306   | Mugen-Honda  |
| Räikkönen Robertson Racing | 21 | Bruno Senna        | C      | Dallara F306   | Mercedes HWA |
| Räikkönen Robertson Racing | 22 | Stephen Jelley     | C      | Dallara F306   | Mercedes HWA |
| Räikkönen Robertson Racing | 26 | Mike Conway        | C      | Dallara F306   | Mercedes HWA |
| Räikkönen Robertson Racing | 68 | Danny Watts        | I      | Dallara F306   | Mercedes HWA |
| Promatecme F3              | 33 | Alexander Khateeb  | N      | Dallara F304   | Mugen-Honda  |
| Promatecme F3              | 33 | Alex Waters        | N      | Dallara F304   | Mugen-Honda  |
| Fluid Motorsport           | 35 | Martin Kudzak      | N      | Lola-Dome F105 | Mugen-Honda  |
| Fluid Motorsport           | 37 | Cristiano Morgado  | N      | Lola-Dome F105 | Mugen-Honda  |
| Performance Racing Europe  | 38 | Rodolfo Ávila      | N      | Dallara F304   | Mugen-Honda  |
| Performance Racing Europe  | 39 | Juho Annala        | N      | Dallara F304   | Mugen-Honda  |
| Performance Racing Europe  | 40 | Ricardo Teixeira   | N      | Dallara F304   | Mugen-Honda  |
| Signature-Plus             | 62 | Charlie Kimball    | I      | Dallara F306   | Mercedes     |
| Signature-Plus             | 63 | Romain Grosjean    | I      | Dallara F305   | Mercedes     |
| Signature-Plus             | 64 | Guillaume Moreau   | I      | Dallara F305   | Mercedes     |
| Bas Leinders Racing        | 65 | Michael Herck      | I      | Dallara F306   | Mercedes HWA |
| Comtec F3                  | 77 | Basil Shaaban      | I      | Dallara F304   | Mugen-Honda  |
| Passoli Racing             | 80 | Mauro Massironi    | I      | Dallara F304   | Opel Spiess  |
| Corbetta Competizioni      | 82 | Fabrizio Crestain  | I      | Dallara F304   | Opel Spiess  |
| Team Loctite               | 84 | Oliver Turvey      | I      | Dallara F304   | Mugen-Honda  |

| Znak | Razred     |
| ---- | ---------- |
| C    | Prvenstvo  |
| S    | National   |
| I    | Invitation |

## Rezultati
| Št | Dirkališče        | Datum         | Zmag. dirkač       | Zmag. moštvo               |
| -- | ----------------- | ------------- | ------------------ | -------------------------- |
| 1  | Oulton Park       | 17. april     | Bruno Senna        | Räikkönen Robertson Racing |
| 2  | Oulton Park       | 17. april     | Bruno Senna        | Räikkönen Robertson Racing |
| 3  | Donington Park    | 21. maj       | Bruno Senna        | Räikkönen Robertson Racing |
| 4  | Donington Park    | 21. maj       | Mike Conway        | Räikkönen Robertson Racing |
| 5  | Pau               | 5. junij      | Romain Grosjean    | Signature-Plus             |
| 6  | Pau               | 5. junij      | Romain Grosjean    | Signature-Plus             |
| 7  | Mondello Park     | 25. junij     | Mike Conway        | Räikkönen Robertson Racing |
| 8  | Mondello Park     | 25. junij     | Oliver Jarvis      | Carlin Motorsport          |
| 9  | Snetterton        | 16. julij     | Mike Conway        | Räikkönen Robertson Racing |
| 10 | Snetterton        | 16. julij     | Mike Conway        | Räikkönen Robertson Racing |
| 11 | Spa-Francorchamps | 28. julij     | Yelmer Buurman     | Fortec Motorsport          |
| 12 | Spa-Francorchamps | 29. julij     | Maro Engel         | Carlin Motorsport          |
| 13 | Silverstone       | 13. avgust    | Mike Conway        | Räikkönen Robertson Racing |
| 14 | Silverstone       | 13. avgust    | Mike Conway        | Räikkönen Robertson Racing |
| 15 | Brands Hatch      | 10. julij     | Mike Conway        | Räikkönen Robertson Racing |
| 16 | Brands Hatch      | 13. avgust    | Oliver Jarvis      | Carlin Motorsport          |
| 17 | Mugello           | 17. september | Christian Bakkerud | Carlin Motorsport          |
| 18 | Mugello           | 17. september | Bruno Senna        | Räikkönen Robertson Racing |
| 19 | Silverstone       | 24. september | Mike Conway        | Räikkönen Robertson Racing |
| 20 | Silverstone       | 24. september | Mike Conway        | Räikkönen Robertson Racing |
| 21 | Thruxton          | 1. oktober    | Danny Watts        | Räikkönen Robertson Racing |
| 22 | Thruxton          | 1. oktober    | Yelmer Buurman     | Fortec Motorsport          |

## Dirkači

### Prvenstveni razred
Legenda
| Poz | Dirkač             | OUL 1 | OUL 2 | DON 1 | DON 2 | PAU 1 | PAU 2 | MON 1 | MON 2 | SNE 1 | SNE 2 | SPA 1 | SPA 2 | SIL 1 | SIL 2 | BRA 1 | BRA 2 | MUG 1 | MUG 2 | SIL 1 | SIL 2 | THR 1 | THR 2 | Toč |
| --- | ------------------ | ----- | ----- | ----- | ----- | ----- | ----- | ----- | ----- | ----- | ----- | ----- | ----- | ----- | ----- | ----- | ----- | ----- | ----- | ----- | ----- | ----- | ----- | --- |
| 1   | Mike Conway        | 5     | 3     | 7     | 1     | 2     | 3     | 2     | 3     | 1     | 1     | 4     | 2     | 1     | 1     | 1     | 2     | 6     | 3     | 1     | 1     | DNF   | 4     | 321 |
| 2   | Oliver Jarvis      | 3     | 4     | 4     | DNF   | 3     | 7     | 4     | 1     | 4     | 2     | 5     | 12    | 4     | 3     | 4     | 1     | DNF   | 2     | 2     | 3     | 2     | 3     | 250 |
| 3   | Bruno Senna        | 1     | 1     | 1     | 4     | 11    | 10    | 1     | 5     | DNF   | DNS   | 3     | 3     | 2     | 8     | 7     | 5     | 10    | 1     | 4     | 2     | 4     | 6     | 269 |
| 4   | Yelmer Buurman     | 6     | 9     | 8     | 3     | 7     | 4     | 6     | 7     | 5     | 6     | 1     | 6     | 3     | DNF   | 3     | 4     | 4     | DNF   | 5     | 4     | DNF   | 1     | 186 |
| 5   | Maro Engel         | 4     | 5     | DNF   | 2     | 5     | 5     | 5     | 8     | DNF   | 3     | 2     | 1     | 10    | 5     | 2     | 2     | DNF   | 4     | 9     | 9     | 9     | DNF   | 174 |
| 6   | Christian Bakkerud | 7     | 2     | 9     | DNF   | DNF   | 12    | 11    | 4     | 7     | DNF   | 7     | DNF   | 20    | 12    | 10    | 9     | 1     | 6     | 3     | 7     | 5     | 2     | 129 |
| 7   | Stephen Jelley     | 2     | 11    | 3     | DNF   | DNF   | 9     | 3     | 12    | 7     | 4     | 11    | 8     | 3     | 7     | 5     | 8     | 2     | 9     | 6     | 16    | 3     | 5     | 126 |
| 8   | James Jakes        | 8     | DNF   | 12    | 9     | 8     | 13    | 6     | 10    | 2     | 5     | 8     | 14    | 8     | 10    | 6     | 7     | 5     | 5     | 8     | 5     | 12    | 8     | 96  |
| 9   | James Walker       | DNF   | DNS   | 2     | DNF   | 9     | DNF   | 13    | 2     | 3     | 8     | 6     | 10    | 5     | 7     | 9     | 6     | 8     | DNF   | 7     | 6     | DNF   | 11    | 92  |
| 10  | Salvador Durán     | DNF   | 18    | 6     | DNF   | 8     | DNF   | DNF   | DNF   | 6     | DNF   | DNF   | 13    | 6     | 4     | 11    | 12    | 7     | 7     | 10    | 10    |       |       | 54  |
| 11  | Alberto Valerio    | DNF   | 7     | DNF   | DNF   | 13    | 11    | 8     | 16    | 9     | DNF   | DNF   | 20    | 11    | 17    | 12    | DNF   | 3     | 8     | 14    | 12    | 6     | 7     | 42  |
| 12  | Jonathan Kennard   | 10    | DNF   | 8     | 10    | 10    | 14    | 7     | DNF   | DNF   | 9     | 9     | 4     | 11    | 6     | 20    | 11    | DNF   | DNF   | 11    | 11    | DNF   | 9     | 36  |
| 13  | Stuart Hall        | 9     | 6     | 10    | DNF   | DNF   | DNS   | DNF   | 9     | 8     | 10    |       |       | 9     | 12    | 8     | 10    | DNF   | 10    | 12    | 8     | 7     | 10    | 32  |
| 14  | Karl Reindler      |       |       | 12    | 15    | DNF   | DNF   | 9     | 10    | 10    | 11    | 10    | 7     | DNF   | 9     | 16    | 13    | 11    | 12    | 13    | DNF   |       |       | 18  |
| 15  | Dennis Retera      | DNF   | 12    | 11    | 5     | DNF   | 18    |       |       |       |       |       |       |       |       |       |       |       |       |       |       |       |       | 8   |
| 16  | Charlie Hollings   | 12    | 10    | 14    | 8     | DNF   | DNS   | 12    | 11    |       |       |       |       |       |       |       |       |       |       |       |       |       |       | 6   |
| 17  | Keiko Ihara        | DNF   | 19    | 20    | 11    | 15    | DNF   | 18    | 15    | 14    | 18    | 12    | 17    | DNF   | 17    | 17    | DNF   | 12    | 19    | 16    | 13    | 17    | 15    | 4   |

### RazredNational
Legenda
| Poz | Dirkač            | OUL 1 | OUL 2 | DON 1 | DON 2 | PAU 1 | PAU 2 | MON 1 | MON 2 | SNE 1 | SNE 2 | SPA 1 | SPA 2 | SIL 1 | SIL 2 | BRA 1 | BRA 2 | MUG 1 | MUG 2 | SIL 1 | SIL 2 | THR 1 | THR 2 | Toč |
| --- | ----------------- | ----- | ----- | ----- | ----- | ----- | ----- | ----- | ----- | ----- | ----- | ----- | ----- | ----- | ----- | ----- | ----- | ----- | ----- | ----- | ----- | ----- | ----- | --- |
| 1   | Rodolfo Gonzalez  | 11    | 8     | 13    | 7     | 12    | DNF   | 14    | 13    | 11    | 14    | 14    | 13    | 19    | 14    | 13    | 16    | 9     | 13    | DNF   | DNF   | 10    | DNF   | 355 |
| 2   | Cristiano Morgado | 13    | 13    | 15    | 13    | 16    | DNS   | 16    | 14    | 12    | 13    | 16    | 15    | 16    | 16    | 15    | 14    | 17    | 11    | 15    | DNF   | 13    | 12    | 300 |
| 3   | Juho Annala       | 14    | 16    | DNF   | DNF   | 14    | 13    | 15    | 17    | 13    | 12    | 17    | 16    | 15    | 18    | 14    | 15    | DNF   | 16    | 17    | 14    | 11    | DNF   | 258 |
| 4   | Rodolfo Ávila     | DNF   | 15    | 18    | 14    | DNF   | 14    | 17    | 19    | 15    | 16    | 20    | DNF   | 17    | 19    | 18    | DNF   | 16    | 18    | 20    | 15    | 18    | 17    | 182 |
| 5   | Martin Kudzak     | 16    | 14    | 19    | 12    | DNF   | DNS   |       |       | 16    | 17    | 19    | 18    | 14    | 20    | DNS   | DNS   |       |       |       |       |       |       | 105 |
| 6   | Alex Waters       |       |       |       |       |       |       |       |       |       |       |       |       |       |       | 19    | 17    | 13    | 17    | 19    | DNF   | 16    | 14    | 78  |
| 7   | Ricardo Teixeira  | 15    | 17    | 17    | DNF   | 15    | DNF   | 19    | DNF   | 17    | DNF   | 21    | 20    | DNF   | 20    |       |       |       |       |       |       |       |       | 74  |
| 8   | Alexander Khateeb |       |       | DNF   | DNF   | DNF   | 15    | 20    | 18    | 18    | 15    | DNF   | DNF   | DNF   | DNF   |       |       |       |       |       |       |       |       | 42  |